# RE-51 Triglav
RE-51 Triglav bio je eskortni razarač u sastavu jugoslavenske ratne mornarice. Izgrađen je u Italiji gdje je u sklopu Regie Marine plovio pod imenom ID Indomito.
Jugoslaviji je isporučen 1949. godine kao dio ratnih reparacija.